# Danielle Rose Russell
Danielle Rose Russell (* 31. Oktober 1999 in Pequannock Township, Morris County, New Jersey, Vereinigte Staaten) ist eine US-amerikanische Schauspielerin.

## Leben
Danielle Rose Russell ist die Tochter der Rockette-Tänzerin Rosemary Rado und des Sängers Walter Russell. Vor ihrer ersten Filmrolle trat sie in diversen Werbespots und Theaterrollen auf.
Im Jahr 2014 spielte sie bei ihrem Filmdebüt in Ruhet in Frieden – A Walk Among the Tombstones die entführte Tochter eines Drogendealers, die von der von Liam Neeson verkörperten Hauptfigur im Rahmen einer Lösegeldübergabe befreit wird. 2015 war sie im Kinofilm Aloha – Die Chance auf Glück erneut als Tochter der Hauptcharaktere zu sehen, die von Rachel McAdams und Bradley Cooper gespielt wurden. In der fünften und letzten Staffel der Fernsehserie The Originals übernahm sie 2018 die Rolle der Hope Mikaelson. Diese Rolle spielt sie auch im Serienableger Legacies, in der sie die Hauptfigur verkörpert.

## Filmografie
- 2014: Ruhet in Frieden – A Walk Among the Tombstones
- 2015: Aloha – Die Chance auf Glück (Aloha)
- 2016: Pandemic – Fear the Dead (Pandemic)
- 2016–2017: The Last Tycoon (Fernsehserie, 6 Episoden)
- 2017: Wunder
- 2018: Measure of a Man
- 2018: The Originals (Fernsehserie, 13 Episoden)
- 2018–2022: Legacies (Fernsehserie, 67 Episoden)